# Stadtbredimus
Stadtbredimus (luxembourgsk: Stadbriedemes) er en kommune og et byområde i Luxembourg. Kommunen, som har et areal på 10,17 km², ligger i kantonen Remich i distriktet Grevenmacher. I 2005 havde kommunen 1.281 indbyggere. 
49°33′50″N 6°21′50″Ø / 49.5639°N 6.3639°Ø